# Météores
Pour les articles homonymes, voir Météore.
Les Météores (en grec moderne : Μετέωρα) sont une formation géologique du nord de la Grèce, dans le district régional de Trikala, en Thessalie, dans la vallée du Pénée. Ils abritent des monastères chrétiens orthodoxes (en grec moderne : Μετέωρα Μοναστήρια, « monastères suspendus au ciel ») perchés au sommet de falaises et pitons rocheux gris, sculptés par l'érosion.
Le site est inscrit au patrimoine mondial de l'UNESCO depuis 1988.

## Géographie

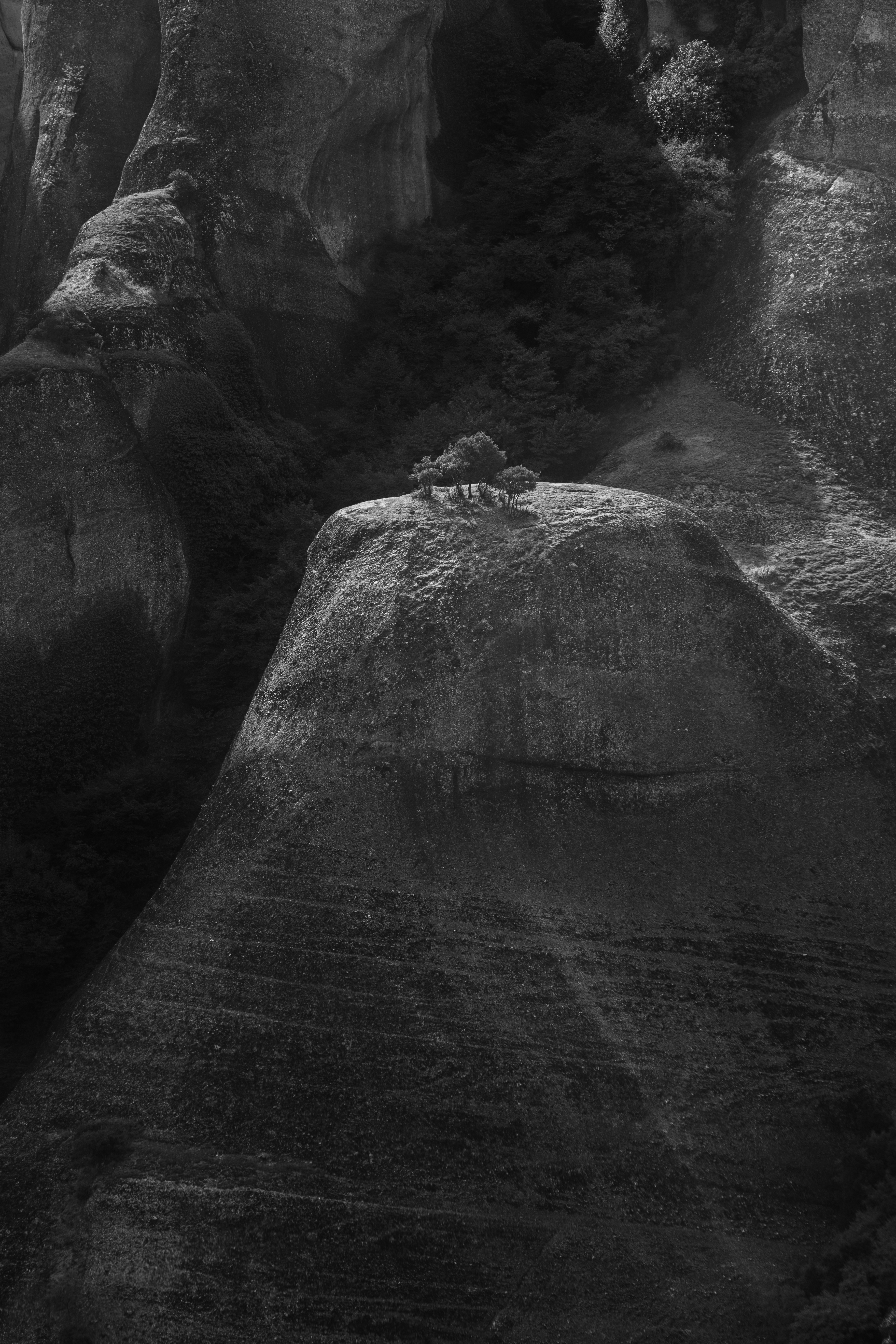
Arbres solitaires dans les Météores. Octobre 2017.

### Localisation et géologie
Les monastères sont perchés dans les falaises détritiques, composées de « poudingue » (conglomérat formé de galets liés par un ciment sableux) qui surplombent au nord la petite ville de Kalambaka, en Thessalie. Depuis 2018, la région est incluse au sein du parc national des Tzoumérka, de la vallée de l'Achelóos, des Ágrafa et des Météores.
D’après la mythologie locale, des roches furent envoyées du ciel sur la terre par la Providence (d’où leur nom de « météores ») pour permettre aux ascètes de se retirer et de prier.
La formation détritique date de l’ère tertiaire, un grand affluent de la mer de Thessalie ayant déposé petit à petit, galets et sédiments, comme le montre l'aspect stratifié des rochers. Pendant le plissement qui a donné naissance à la péninsule hellénique (les « Hellénides » des géologues) ce fleuve a été déplacé ou a disparu, les alluvions ont été en partie métamorphisées sous l'effet de la pression et de la chaleur, tandis que l’ensemble était soulevé, puis dégagé par l’érosion, donnant un modelé gréseux fait de blocs arrondis typiques de ce type de roche.

### Climat
Le climat méditerranéen de la Grèce présente, dans la région des Météores, des caractères continentaux liés à l'enclavement et l'altitude, avec des hivers plus froids et neigeux, et des étés chauds et orageux. L'année peut être divisée en deux saisons principales : une première période relativement froide et pluvieuse à partir du mois de novembre jusqu'à fin mars, et une seconde saison chaude et orageuse à partir d'avril à septembre. Tous les monastères sont pourvus de paratonnerres et l'ascension est interdite pendant les orages.

### Monastères

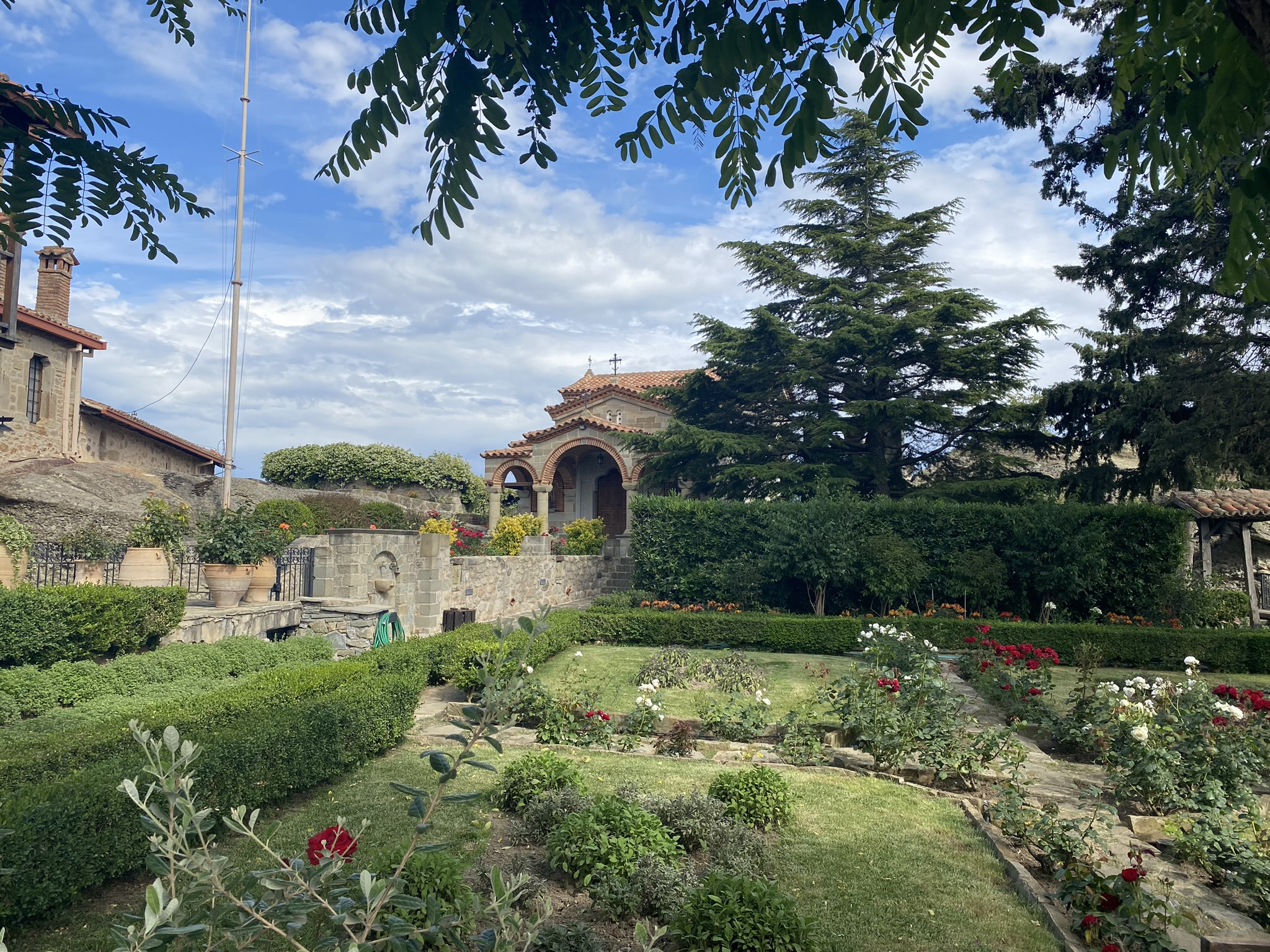
Le jardin d'un des monastère des Météores.

Seuls six monastères sont aujourd'hui en activité, ayant parfois été réoccupés après une période d'abandon :
- Agios Nikolaos (Saint-Nicolas) ;
- Agios Stefanos (Saint-Étienne) ;
- Agía Triáda (Sainte-Trinité) ;
- Grand Météore, ou monastère de la Transfiguration, il est le premier en taille et en ancienneté, c'est aussi le seul qui n'a jamais cessé d'être occupé depuis sa création ;
- Roussanou ;
- Varlaam.

Subsiste également le monastère d'Ypapantis qui est maintenant ouvert en visite guidée seulement.

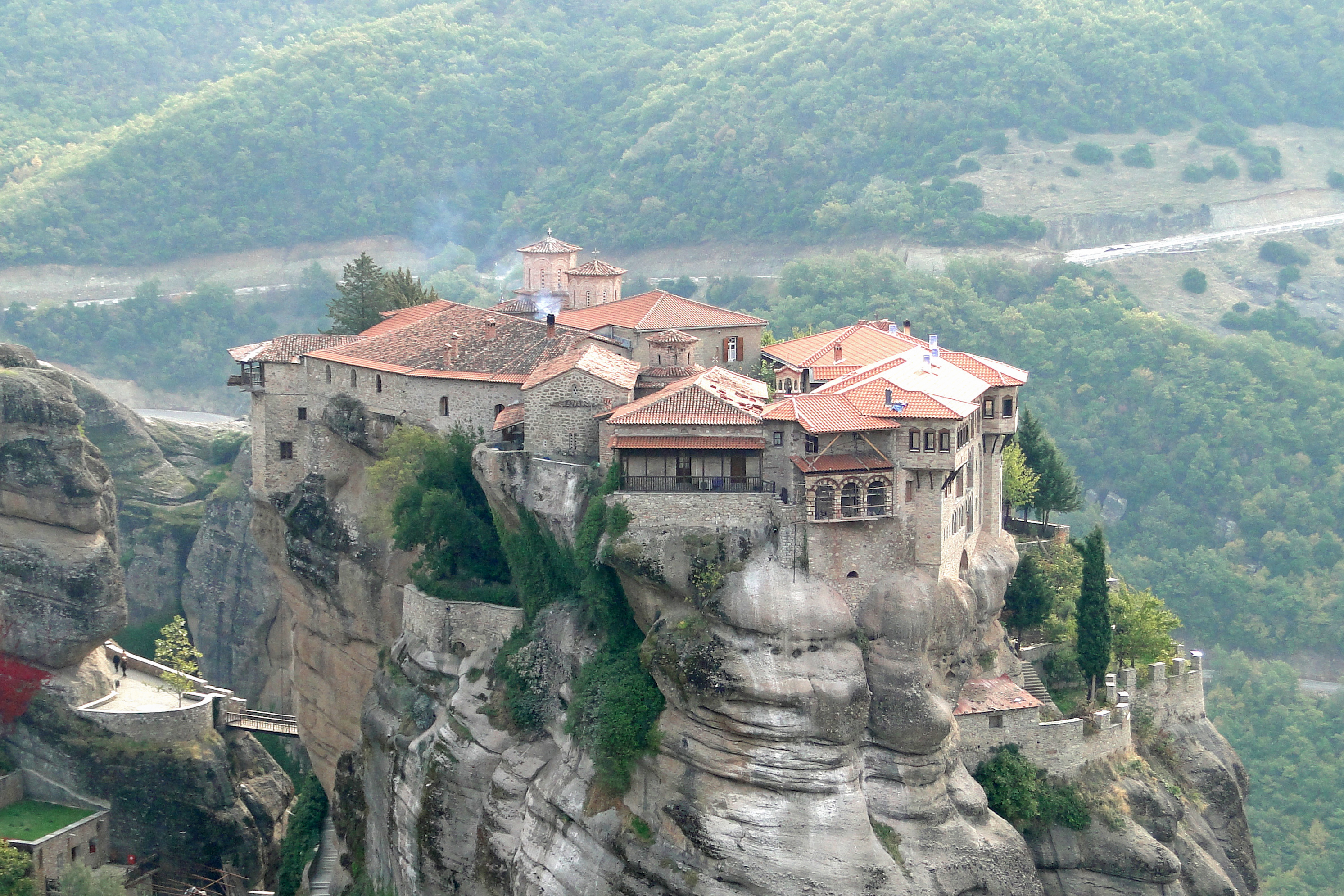
Monastère de Varlaam.
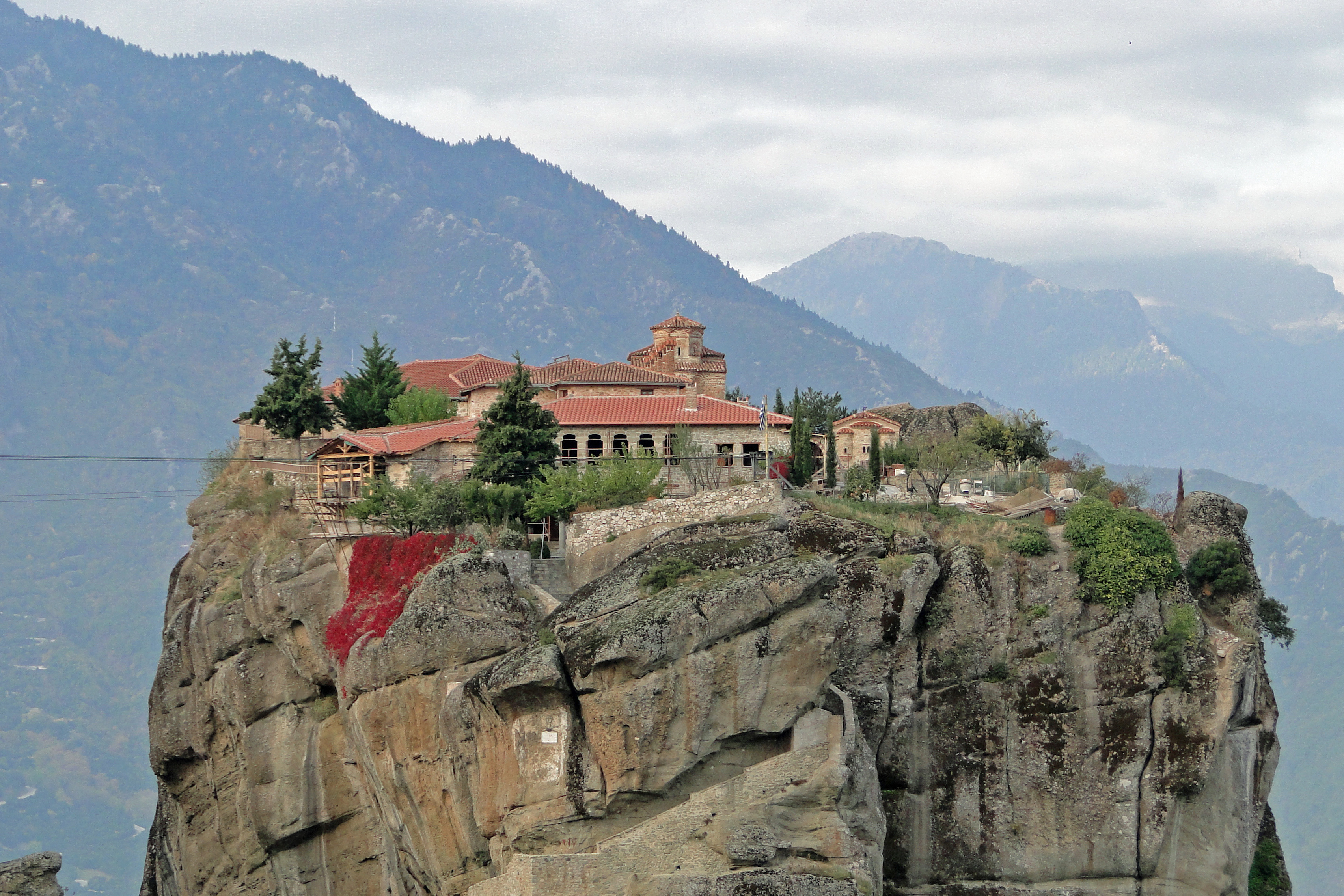
Monastère de la Sainte-Trinité.
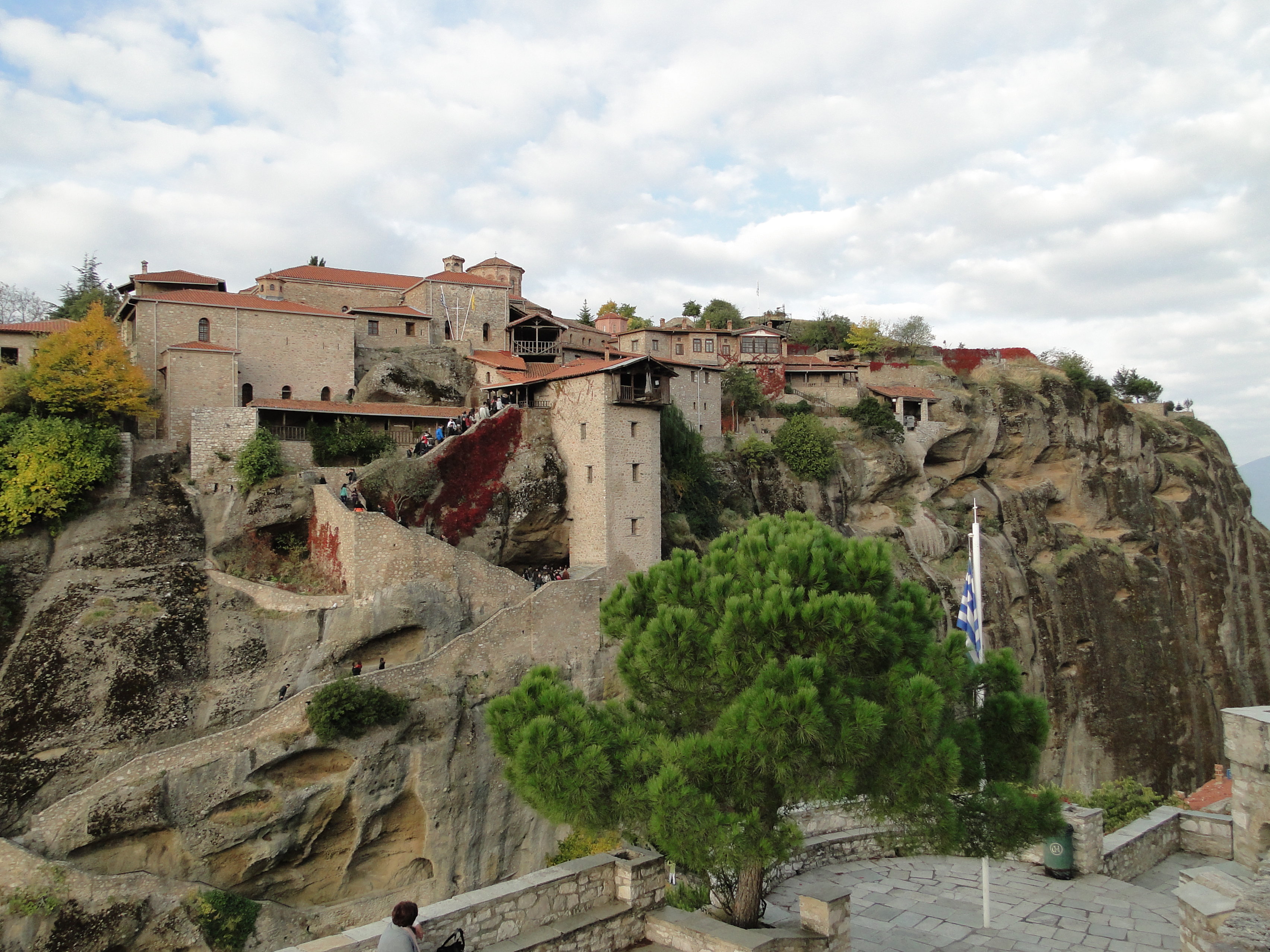
Monastère du Grand Météore.
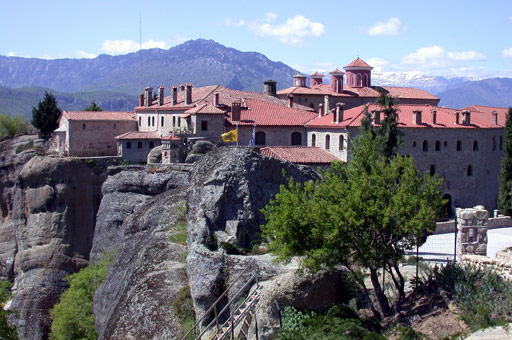
Monastère Saint-Stéphane.
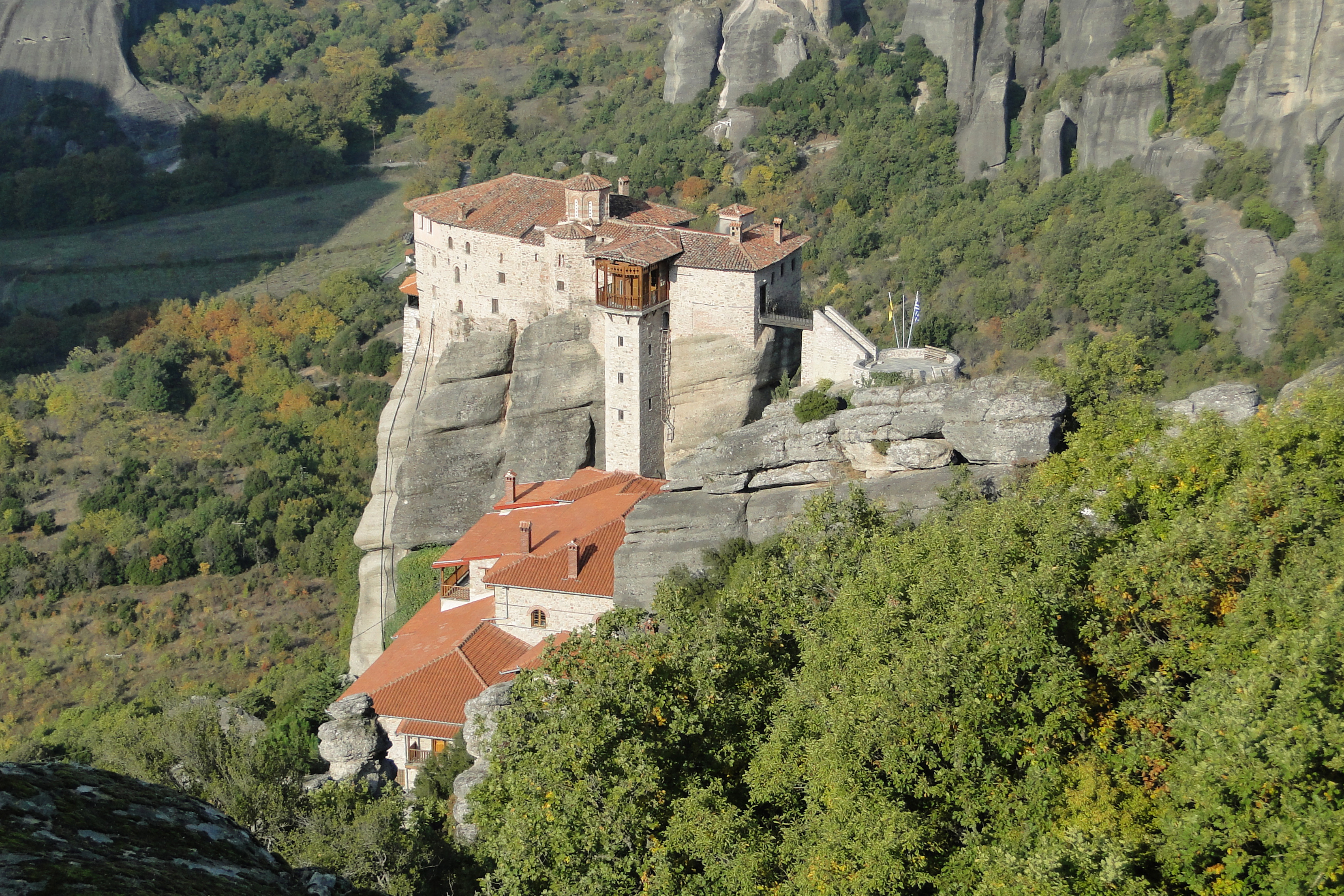
Monastère de Roussanou.
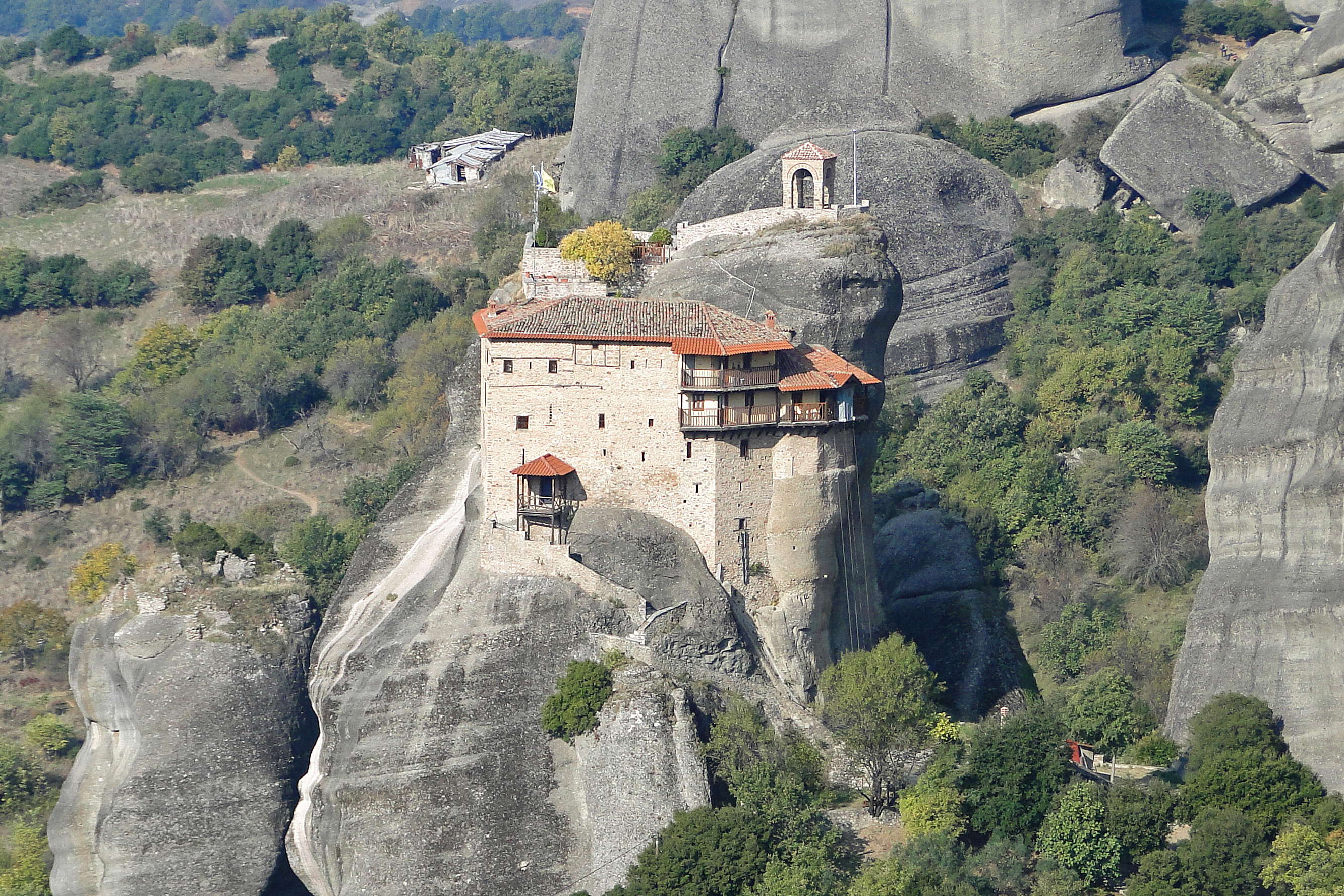
Monastère Saint-Nicolas.
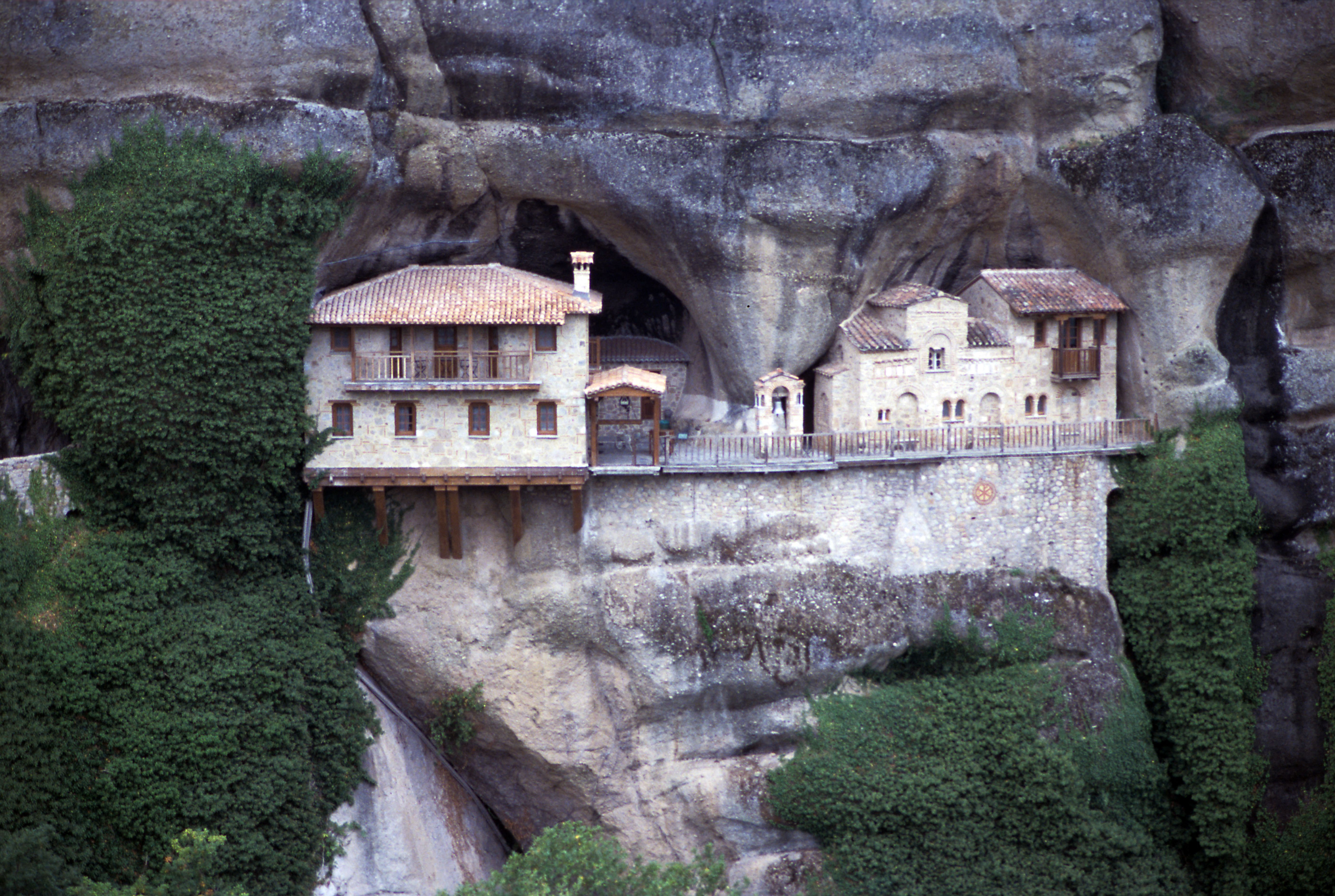
Monastère d'Ypapantis.

## Histoire

### Antiquité
Dans la mythologie grecque, la région était réputée avoir été une des patries du peuple des Lapithes (en grec ancien Λαπίθαι / Lapíthai). Au vu des traces d’occupation (remontant jusqu’à l’Antiquité) le site a pu servir ponctuellement de refuge aux villageois et bergers des environs lors des invasions celtiques (IIIe siècle av. J.-C.), gothiques (IVe siècle), slaves (VIIe siècle), bulgares (IXe siècle) ou turques (XIVe siècle). En revanche, aucune trace de sanctuaire antique n’a été trouvée sur le site.

### Christianisation
Le christianisme s’est implanté dans la région au Ve siècle mais les premiers moines à habiter les Météores ne sont attestés qu’au XIe siècle : comme les bergers ou les réfugiés avant eux, ils vivaient dans les grottes, en ermites.
Athanase, chassé de la République monastique du Mont-Athos, fonda le Grand Météore avec plusieurs de ses fidèles, suivi par d’autres communautés (jusqu’à 24 lors de l’apogée au XVe siècle) qui occupèrent les sommets des rochers. Pour pouvoir gravir les Météores puis construire les monastères, les moines ont engagé des guides locaux. Ils ont utilisé un système d'échafaudages soutenus par des poutres embouties dans des trous creusés dans le rocher pour atteindre le haut des pitons rocheux.
À partir du XVIIe siècle, de nombreux monastères furent progressivement abandonnés (surtout les dépendances appelées skites). Certains furent détruits ou abîmés au cours des guerres, notamment au début du XIXe siècle par les troupes d’Ali Pacha.

### À l'époque moderne

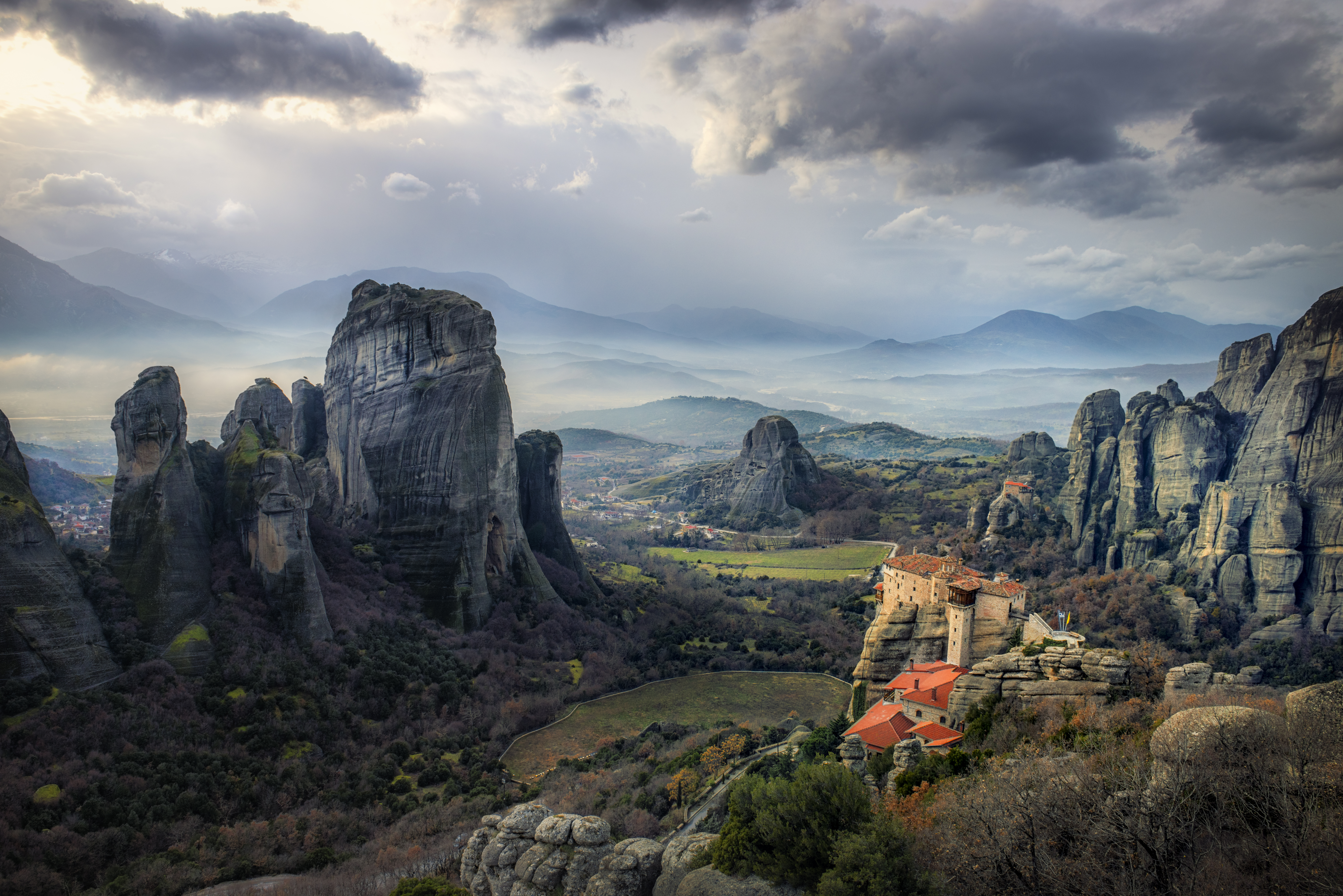
Les formations rocheuses dans les Météores avec un monastère niché dans un repli. Janvier 2016.

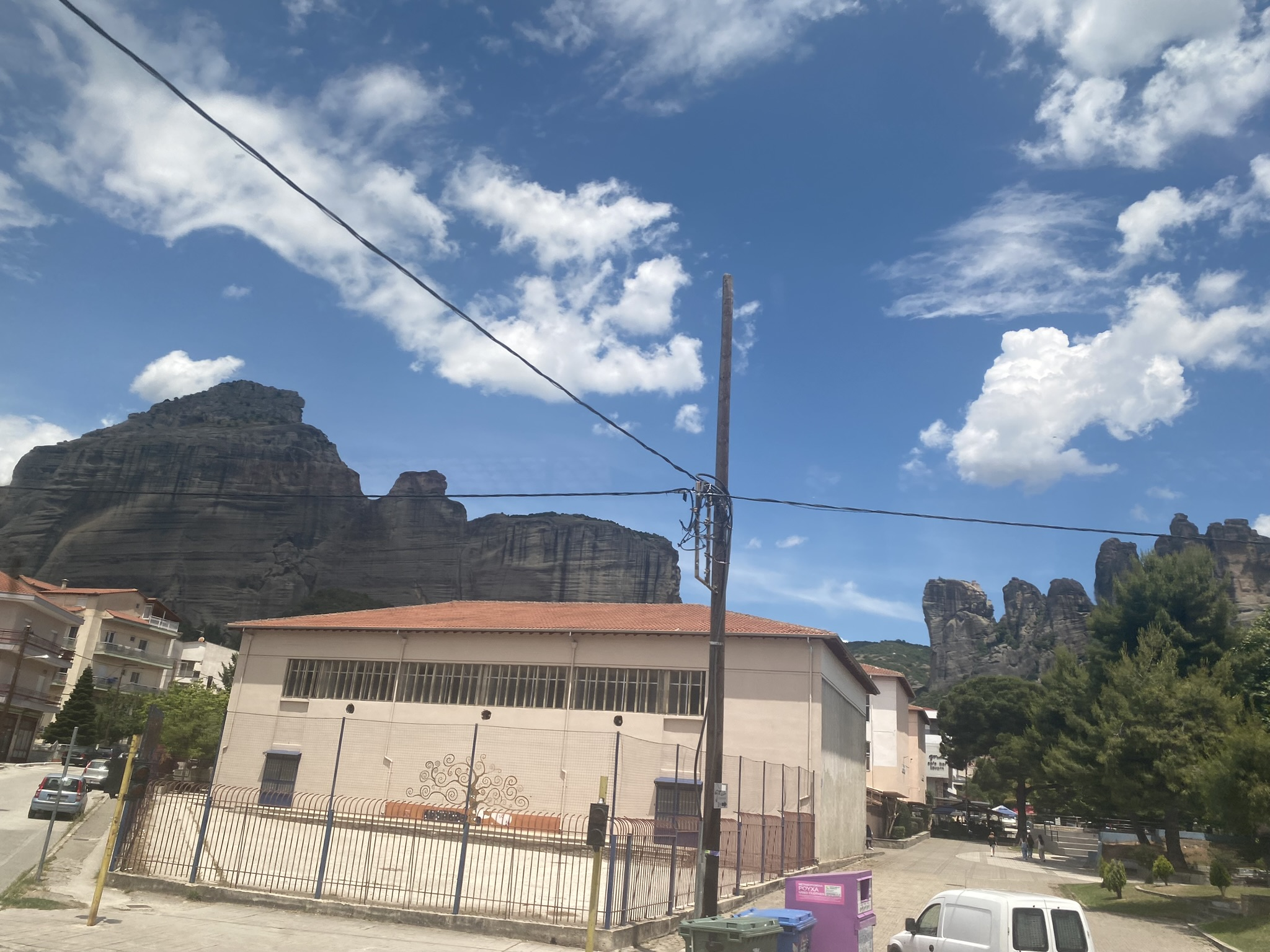
Les rochers des Météores vus de la ville.

Vers 1920 furent aménagés les escaliers actuels permettant un accès plus facile. Auparavant, on montait dans de grands paniers suspendus à des poulies et manœuvrés à l’aide de contrepoids.
Pendant la Seconde Guerre mondiale le site fut occupé par les troupes italiennes jusqu'en octobre 1943, puis allemandes en 1944, combattues par les Antartes. Ces résistants, notamment l'ELAS, contrôlent la région de 1945 à 1949, y compris pendant la Guerre civile grecque. De nombreux moines et popes s'engagent parmi les Antartes : « dès l’été 1943, l’ELAS a libéré un tiers du territoire de la Grèce, tout au long de la zone montagneuse qui va de la Macédoine occidentale au golfe de Corinthe. Dans cette Grèce libre, la résistance crée un véritable État de type nouveau : des assemblées générales où participent les popes (qui tenaient une place importante du fait qu’ils étaient parfois les seuls à savoir lire et écrire), et aussi les femmes (chose inédite alors en Grèce) qui élisent différents comités locaux : auto-administration, tribunal populaire et commissions pour la sûreté, le ravitaillement, l’école et l’église ».

## Tourisme

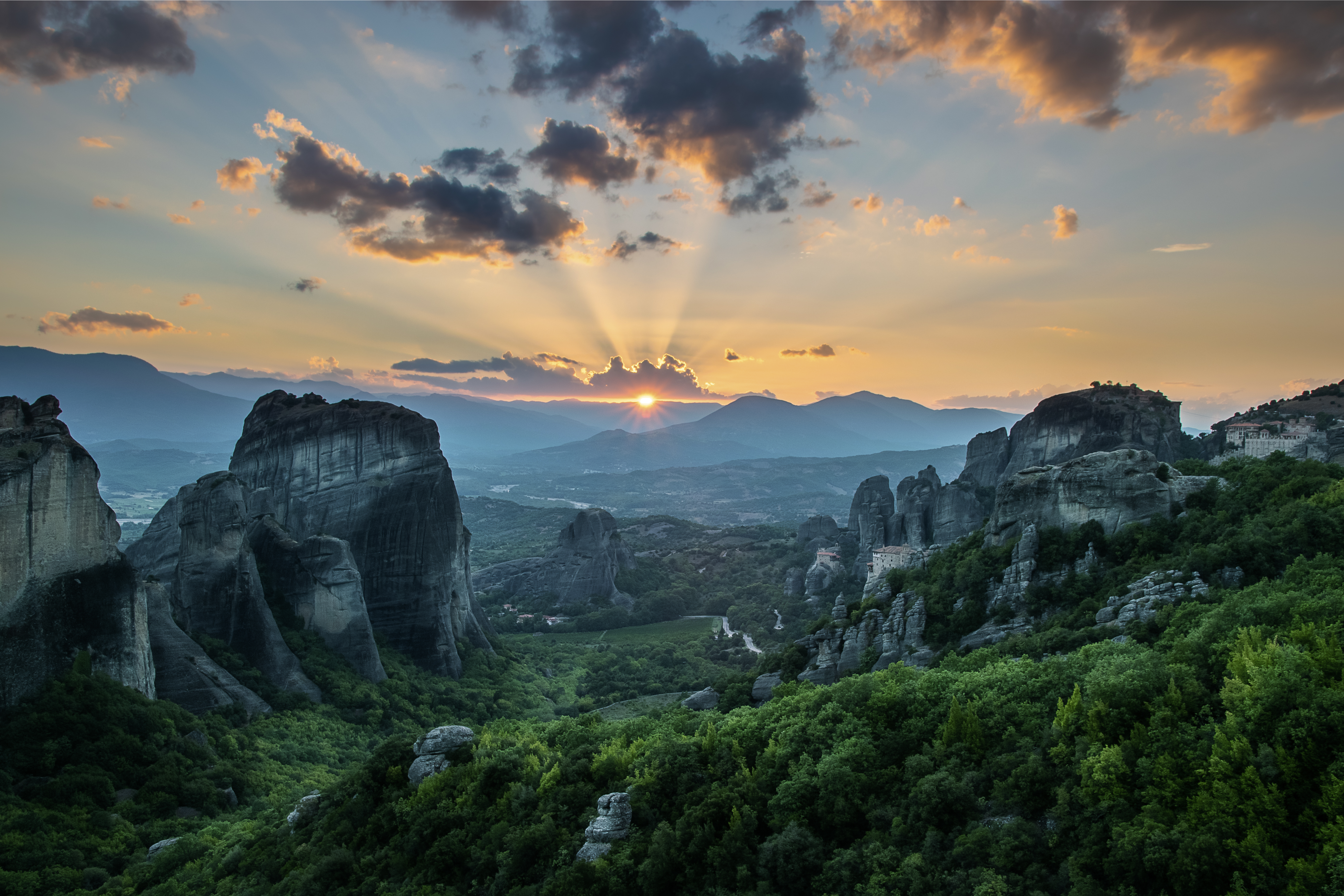
Soleil couchant sur les Météores. Août 2020.

Le départ de la visite se fait depuis Kalambaka. Un circuit de 17 km environ permet de faire le tour des monastères.
L'escalade est pratiquée sur un certain nombre de sites : la Tour du Diable, le rocher de Doupiani, la Tour des Météores et le rocher de Bantowa.

## Au cinéma
- 1961 : une scène du film franco-belge Tintin et le Mystère de La Toison d'or de Jean-Jacques Vierne, est tourné aux Météores.
- 1976 : les Météores sont le cadre du film Intervention Delta (Sky Riders) de Douglas Hickox, avec James Coburn.
- 1980 : On a volé la cuisse de Jupiter de Philippe de Broca, tourné en Grèce du 3 septembre au 14 novembre 1979.
- 1981 : John Glen y tourna le film britannique Rien que pour vos yeux dans la série des James Bond.